# Adiantum rhizophytum
Adiantum rhizophytum är en kantbräkenväxtart som beskrevs av Heinrich Adolph Schrader. Adiantum rhizophytum ingår i släktet Adiantum och familjen Pteridaceae. Inga underarter finns listade.